# 鬱憤
| ウィキペディアには「鬱憤」という見出しの百科事典記事はありません（タイトルに「鬱憤」を含むページの一覧/「鬱憤」で始まるページの一覧）。 代わりにウィクショナリーのページ「鬱憤」が役に立つかもしれません。 |